# Daimler D.I
El Daimler D.I (más conocido con la designación L 6) fue un caza alemán de la Primera Guerra Mundial.

## Historia y diseño
Daimler Motorengesellschaft Werke, como su equivalente británica Daimler Motors, comenzó sus actividades en el terreno de la industria aeronáutica trabajando bajo subcontrato en la construcción de aviones para otros fabricantes más importantes.
Hacia el final de la I Guerra Mundial, la compañía alemana emprendió el diseño y la construcción de algunos cazas que nunca llegaron a obtener contratos de producción.
En un comienzo hizo su aparición un caza monoplaza que la compañía denominó Daimler L 6; se trataba de un biplano de alas de una sola sección, con un robusto tren de aterrizaje del tipo de patín de cola y propulsado por un motor lineal Daimler IIIb de 185 cv. El piloto se acomodaba en una cabina abierta inmediatamente detrás del plano superior; el avión estaba armado con dos ametralladoras Maxim LMG 08/15. 
El L 6 se convirtió en el modelo más extensamente producido por la compañía, con un total de seis ejemplares, uno de los cuales, denominado Daimler D.I, participó en las pruebas oficiales de monoplazas de caza celebradas en 1918.

## Especificaciones técnicas

### Características generales
- Tripulación: 1
- Longitud: 7,30 m
- Envergadura: 9,90 m
- Altura: 2,76 m
- Superficie alar: 22,6 m²
- Peso vacío: 750 kg
- Peso cargado: 925 kg
- Planta motriz: 1×  Daimler D.IIIb.

### Rendimiento
- Velocidad máxima operativa (Vno): 183 km/h
- Alcance: 2 horas
- Régimen de ascenso: 3,3 m/s

### Armamento
- Armas de proyectiles: 2 x ametralladora 7,92 mm Maxim LMG 08/15 "Spandau" frontales

### Otros modelos Daimler
- Daimler L 8 (CL.I)
- Daimler L 9 (D.II)
- Daimler L 11
- Daimler L 14